# هيو لينن
هيو لينن (بالإنجليزية: Hugh Lunn) هو صحفي أسترالي، ولد في 1941.

## وصلات خارجية
- هيو لينن على موقع ميوزك برينز (الإنجليزية)